# Немачки оклопни аутомобил Sd.Kfz. 231/32/33
Немачки оклопни аутомобил Sd.Kfz. 231/232/233 представљају две породице тешких оклопних кола из Другог светског рата.

## Шестоточкаши
Прва генерација немачких оклопних кола, направљена су на камионској шасији 6x4, ојачаној да издржи додатни терет. 

### Карактеристике
Наоружање SdKfz. 231/232 (6-rad) био је аутоматски топ KwK30 калибра 20 mm са спрегнутим митраљезом МГ 13 7.92 mm у куполи, са елевацијом од -12 до +20 степени. Модел 263 имао је фиксиран заклон са само једним МГ 13 уместо куполе. Модел 232 имао је велику антену у облику рама, док 263 имао антену у облику рама и телескопску антену. 

### У борби
Прва два модела користиле су извиђачке трупе, а модел 263 сигналне јединице. Посаду су чинила четворица, укључујући предњег и задњег возача. Повучена су из службе 1940. због слабе покретљивости ван пута, и великих димензија у комбинацији са танким оклопом.

## Осмоточкаши
Ова велика возила имала су погон и управљање на свих 8 точкова. Предња и задња возачка позиција обезбеђивале су хитро повлачење. 

### Карактеристике
Модели 231/232 били су наоружани аутоматским топом KwK калибра 20 mm и спрегнутим лаким митраљезом у куполи, а носили су 180 метака за главни топ, који се могао подићи од -1 до +26 степени. Разлика је била у томе, што је модел 232 имао додатни, далекометни радио и антену у облику рама изнад куполе. Крајем 1942. уведен је модел 233 за ватрену подршку, у коме је купола била замењена топом StuK37 L/24 калибра 75 mm. 

#### Оклоп
Рани модели имали су 15 mm предњег оклопа, а од 1940. додата је још једна плоча од 8 mm. Од маја 1942. дебљина оклопа спреда повећана је на 30 mm. 

#### Варијанте
Посебна радио верзија без куполе, модел 263, ушла је у производњу 1938. 